# El Cogulló (la Torre de Cabdella)
Lo Cogulló, és un cim de 1.569,5 metres d'altitud situat en el terme municipal de la Torre de Cabdella, al Pallars Jussà (dins de l'antic terme de la Pobleta de Bellveí). Està situat al nord-est d'Envall i a ponent de les Bordes de Sellui.